# Меса (Константинополь)

Мапа візантійського Константинополя

Ме́са (грец. ἡ Μέση Ὀδός — середня вулиця) — головна вулиця Константинополя, столиці Візантійської імперії (нині Стамбул, Туреччина). Вона починалася біля собору Святої Софії та пролягала на захід аж до міських стін. Меса слугувала місцем проведення церемоніальних процесій візантійських імператорів, а також центром жвавої торгівлі. Вздовж вулиці простягалася низка міських форумів і площ. Давній маршрут Меси багато в чому збігається з напрямком сучасного проспекту Divanyolu.

## Опис
Вулиця Меса розпочиналася біля тетрапілона Мілія поруч із собором Святої Софії та прямувала на захід. Вона проходила через міський іподром і палаци Лавза та Антіоха та сягала овального форума Костянтина Великого, що розташовувався на пагорбі. Там розміщувалася перша з двох міських будівель сенату. Цей відрізок вулиці завдовжки 600 м називали «Регія» (грец. ἡ Ῥηγία — імперська дорога), адже саме тут розпочиналися імператорські процесії, що тяглися від Великого палацу та площі Августейон до форуму засновника міста.
Від форуму Костянтина Меса слідувала до форуму Феодосія (Воловий форум), на півдорозі перетинаючись із великим ринком (Makros Embolos): на місці їхнього стику стояла висока піраміда під назвою Анемодулій («Раб вітрів»).
Проминувши форум Феодосія й Амастріан, біля Капітолія на площі Філадельфіон вулиця роздвоювалася: головна магістраль, перетинаючи Бичачий форум і форум Аркадія, прямувала на захід, до Золотих воріт, де вона перетікала в Егнатієву дорогу; друга частина Меси простягалася на північний захід до Адріанопольських (Харісійських) воріт, проходячи через церкву Святих апостолів і, можливо, форум Левів.
Вулиця Меса була близько 25 м завширшки, по обидва її боки тягнулися будинки з двоповерховими тінистими портиками і колонадами, де розміщувалися лавки. Портики закривали від сонця стільки простору, що можна було перетнути весь Константинополь, не виходячи з тіні. Одного разу імператор Костянтин Багрянородний (пр. 913—959) запропонував не скасовувати процесії через погану погоду, оскільки можна було спокійно вмістити ходу під вуличними портиками.
Імператорські процесії крокували через усе місто та проводилися аж до періоду правління Комнінів. Ефектним видовищем був тріумфальний в'їзд імператора в місто через Золоті ворота і його хода Месою до Великого палацу; з боків вулиці шикувалася радісна юрба, щоб привітати імператора і війська, що повернулися додому.
Уже з самого заснування міста вулицю заполонили торговці, які облюбували портики будівель, де можна було сховатися від негоди. Починаючи з V століття влада всіляко вела боротьбу проти торговельних рядів, що розросталися, аби зберегти первісний вигляд вулиці. Незважаючи на це, уся вулиця незабаром перетворилася на суцільний базар завдовжки 1850 м, що розтягнувся від собору Святої Софії до площі Філадельфіон.